# Coppa di Svizzera 2018-2019 (pallavolo maschile)
La Coppa di Svizzera 2018-2019 si è svolta dal 7 settembre 2018 al 30 marzo 2019: al torneo hanno partecipato 93 squadre di club svizzere e la vittoria finale è andata per la sesta volta, la terza consecutiva, all'Amriswil.

## Regolamento
- Alla competizioni sono state ammesse tutte le squadre impegnate nei campionati di livello nazionale, ossia la Lega Nazionale A, Lega Nazionale B e 1. Lega, oltre che quelle impegnate nei campionati di livello regionale, ossia la 2. Lega,la 3. Lega e la 4. Lega.
- Tutti gli incontri si svolgono in gara unica, sempre in casa della formazione di categoria più bassa, ad eccezione della finale, giocata in campo neutro; nel caso in cui due formazioni provenissero dalla stessa categoria, si gioca in casa di quella col peggior piazzamento nella stagione precedente.
- Le squadre di livello provinciale scendono in campo fin dal primo turno, quelle provenienti dalla 1. Lega debuttano al secondo turno, quelle provenienti dalla Lega Nazionale B al quinto turno e quelle provenienti dalla Lega Nazionale A agli ottavi di finale.

## Squadre partecipanti
| - Aarau - Allschwil - Amriswil - Andwil-Arnegg - Appenzeller Bären - Audax - Bubendorf - Buochs - Bütschwil - CAP - CERN - Chênois - Chur - Colombier - Delémont - Dottikon - Dragons Lugano - EFI - Einsiedeln - Embrach - Emmen-Nord - Estavayer - Étoile-Genève - FC Lucerna | - Frauenfeld - Freies Gymnasium - Friburgo - Fully - Galina - Gelterkinden - Goldach - Herren Oberwallis - Hochdorf Audacia - Jona - Kanti Limmattal - Klettgau - Kreuzlingen - La Chaux-de-Fonds - La Côte - Laufen - Losanna UC - Lucerna - Lunkhofen - Lutry-Lavaux - Malters - March - Martigny | - Münchenbuchsee - Murten - Mutschellen - Muttenz - Näfels - Neuchâtel - Nidau - Novartis - Oberdiessbach - Obwalden - Oerlikon - OTA - Papiermühle - Porrentruy - Rämi Zurigo - Rheno - San Gallo - Schaffhausen - Schönenwerd - Servette - Seuzach - Smash Winterthur - Solothurn | - Spada Academica - Spiez - Stäfa - Steinen - Sursee - Therwil - Thun - Tornado Adliswil - Traktor Basilea - Uni Berna - Uster - Volero Aarberg - Voléro Zurigo - Wädivolley - Warth-Weiningen - Wetzikon - Wiedikon - Wil - Wittenbach - Wyna - Yverdon - Zug - Züri Unterland |

## Torneo

### Primo turno
| 7 settembre 2018 Salle du Belluard, Friburgo Durata: ? - Spettatori: ?          | Friburgo         | 3 - 1 | Estavayer         | 25-13, 25-21, 21-25, 25-17        |
| 8 settembre 2018 Oberstufenzentrum, Gais Durata: ? - Spettatori: ?              | Wittenbach       | 2 - 3 | Wädivolley        | 25-20, 25-14, 18-25, 18-25, 12-15 |
| 11 settembre 2018 Sporthalle Zug, Zugo Durata: ? - Spettatori: ?                | Zug              | 3 - 0 | Laufen            | 25-20, 27-25, 25-20               |
| 14 settembre 2018 Hofwil, Münchenbuchsee Durata: ? - Spettatori: ?              | Münchenbuchsee   | 3 - 1 | Solothurn         | 22-25, 29-27, 25-23, 25-23        |
| 17 settembre 2018 Bachfeld, Goldach Durata: ? - Spettatori: ?                   | Goldach          | 2 - 3 | Bütschwil         | 25-19, 20-25, 27-25, 22-25, 11-15 |
| 17 settembre 2018 Kantonsschule Limmattal, Urdorf Durata: ? - Spettatori: ?     | Warth-Weiningen  | 0 - 3 | Kanti Limmattal   | 13-25, 16-25, 20-25               |
| 17 settembre 2018 Schulzentrum Muesmatt, Allschwil Durata: ? - Spettatori: ?    | Allschwil        | 3 - 2 | Mutschellen       | 24-26, 25-19, 25-18, 16-25, 15-6  |
| 17 settembre 2018 Seemättli, Muttenz Durata: ? - Spettatori: ?                  | Novartis         | 0 - 3 | Wyna              | 19-25, 20-25, 17-25               |
| 17 settembre 2018 Turnhalle Risi, Dottikon Durata: ? - Spettatori: ?            | Dottikon         | 2 - 3 | Bubendorf         | 25-27, 25-21, 27-25, 13-25, 11-15 |
| 18 settembre 2018 Kantonsschule, Sursee Durata: ? - Spettatori: ?               | Sursee           | 3 - 2 | FC Lucerna        | 25-15, 25-22, 21-25, 18-25, 15-13 |
| 18 settembre 2018 Bezirkshalle, Steinen Durata: ? - Spettatori: ?               | Steinen          | 0 - 3 | Therwil           | 20-25, 23-25, 20-25               |
| 19 settembre 2018 Kantonsschule Wiedikon, Zurigo Durata: ? - Spettatori: ?      | Wiedikon         | 3 - 0 | Klettgau          | 25-13, 25-10, 25-19               |
| 19 settembre 2018 Hofern, Adliswil Durata: ? - Spettatori: ?                    | Tornado Adliswil | 0 - 3 | Frauenfeld        | 14-25, 19-25, 15-25               |
| 19 settembre 2018 Tränkebach, Stäfa Durata: ? - Spettatori: ?                   | Stäfa            | 0 - 3 | Oerlikon          | 17-25, 21-25, 21-25               |
| 20 settembre 2018 Primarschulhaus Ebnet, Embrach Durata: ? - Spettatori: ?      | Embrach          | 2 - 3 | Seuzach           | 25-21, 25-19, 17-25, 14-25, 8-15  |
| 20 settembre 2018 Freies Gymnasium, Zurigo Durata: ? - Spettatori: ?            | Freies Gymnasium | 0 - 3 | March             | 20-25, 22-25, 12-25               |
| 21 settembre 2018 Sporthalle Fehraltorf, Fehraltorf Durata: ? - Spettatori: ?   | EFI              | 1 - 3 | Appenzeller Bären | 16-25, 29-27, 17-25, 12-25        |
| 21 settembre 2018 Kantonsschule, Heerbrugg Durata: ? - Spettatori: ?            | Rheno            | 0 - 3 | Audax             | 15-25, 18-25, 23-25               |
| 21 settembre 2018 Sporthalle Baldegg, Baldegg Durata: ? - Spettatori: ?         | Hochdorf Audacia | 3 - 0 | Muttenz           | 25-16, 25-13, 25-23               |
| 21 settembre 2018 MZH AC-Zentrum, Spiez Durata: ? - Spettatori: ?               | Spiez            | 1 - 3 | CAP               | 16-25, 16-25, 25-20, 15-25        |
| 22 settembre 2018 Sportzentrum Kerenzerberg, Filzbach Durata: ? - Spettatori: ? | OTA              | 0 - 3 | Schaffhausen      | 20-25, 22-25, 22-25               |
| 23 settembre 2018 Maladière, Neuchâtel Durata: ? - Spettatori: ?                | Neuchâtel        | 3 - 1 | Étoile-Genève     | 25-15, 25-21, 12-25, 28-26        |

### Secondo turno
| 11 settembre 2018 , Yverdon-de-Bains Durata: ? - Spettatori: ?              | Yverdon           | 1 - 3 | Porrentruy        | 26-24, 18-25, 18-25, 11-25        |
| 19 settembre 2018 Salle du Belluard, Friburgo Durata: ? - Spettatori: ?     | Friburgo          | 1 - 3 | Thun              | 19-25, 25-12, 22-25, 24-26        |
| 24 settembre 2018 Sappeten, Bubendorf Durata: ? - Spettatori: ?             | Bubendorf         | 3 - 1 | Obwalden          | 14-25, 25-12, 28-26, 25-15        |
| 26 settembre 2018 Sporthalle Rietacker, Seuzach Durata: ? - Spettatori: ?   | Seuzach           | 0 - 3 | Spada Academica   | 13-25, 18-25, 24-26               |
| 27 settembre 2018 WST Triesen, Triesen Durata: ? - Spettatori: ?            | Galina            | 0 - 3 | Uster             | 12-25, 23-25, 12-25               |
| 28 settembre 2018 MPS, Siebnen Durata: ? - Spettatori: ?                    | March             | 3 - 0 | Wil               | 25-0, 25-0, 25-0                  |
| 28 settembre 2018 Collège des Tuillières, Gland Durata: ? - Spettatori: ?   | La Côte           | 3 - 1 | CERN              | 25-13, 25-20, 23-25, 25-21        |
| 28 settembre 2018 99er-Sporthalle, Therwil Durata: ? - Spettatori: ?        | Therwil           | 2 - 3 | Lunkhofen         | 26-24, 22-25, 14-25, 25-21, 11-15 |
| 29 settembre 2018 Pfrundmatte 1, Reinach Durata: ? - Spettatori: ?          | Wyna              | 3 - 0 | Dragons Lugano    | 26-24, 27-25, 25-19               |
| 29 settembre 2018 Sporthalle Baldegg, Baldegg Durata: ? - Spettatori: ?     | Hochdorf Audacia  | 3 - 1 | Allschwil         | 25-11, 25-15, 23-25, 25-18        |
| 29 settembre 2018 Breite, Bütschwil Durata: ? - Spettatori: ?               | Bütschwil         | 0 - 3 | Audax             | 21-25, 21-25, 17-25               |
| 30 settembre 2018 Beunden, Nidau Durata: ? - Spettatori: ?                  | Nidau             | 3 - 0 | Martigny          | 25-20, 25-21, 25-16               |
| 1º ottobre 2018 Kantonsschule Limmattal, Urdorf Durata: ? - Spettatori: ?   | Kanti Limmattal   | 2 - 3 | Wiedikon          | 25-22, 25-22, 20-25, 21-25, 11-15 |
| 2 ottobre 2018 Oberwiesen, Frauenfeld Durata: ? - Spettatori: ?             | Frauenfeld        | 3 - 2 | Rämi Zurigo       | 20-25, 25-12, 25-17, 18-25, 15-7  |
| 2 ottobre 2018 Breite, Sciaffusa Durata: ? - Spettatori: ?                  | Schaffhausen      | 3 - 0 | Oerlikon          | 25-23, 25-20, 25-20               |
| 2 ottobre 2018 Sporthalle Wühre, Appenzell Durata: ? - Spettatori: ?        | Appenzeller Bären | 0 - 3 | San Gallo         | 6-25, 20-25, 11-25                |
| 2 ottobre 2018 Kantihalle 4, Zugo Durata: ? - Spettatori: ?                 | Zug               | 2 - 3 | Malters           | 19-25, 25-21, 24-26, 25-13, 12-15 |
| 2 ottobre 2018 NEM, Neuchâtel Durata: ? - Spettatori: ?                     | Neuchâtel         | 0 - 3 | La Chaux-de-Fonds | 23-25, 21-25, 17-25               |
| 3 ottobre 2018 Sekundarschule, Münchenbuchsee Durata: ? - Spettatori: ?     | Münchenbuchsee    | 3 - 2 | Murten            | 24-26, 9-25, 25-21, 25-21, 15-13  |
| 5 ottobre 2018 Salle polyvalente Autigny, Autigny Durata: ? - Spettatori: ? | CAP               | 0 - 3 | Volero Aarberg    | 17-25, 16-25, 23-25               |
| 6 ottobre 2018 Bünten, Unterentfelden Durata: ? - Spettatori: ?             | Aarau             | 3 - 0 | Gelterkinden      | 25-10, 25-23, 25-12               |
| 6 ottobre 2018 Steinacher, Au Durata: ? - Spettatori: ?                     | Wädivolley        | 3 - 1 | Chur              | 25-27, 25-12, 25-21, 25-22        |
| 7 ottobre 2018 Kottenmatte, Sursee Durata: ? - Spettatori: ?                | Sursee            | 3 - 1 | Buochs            | 28-30, 25-21, 25-23, 25-17        |

### Terzo turno
| 12 ottobre 2018 Hofwil, Münchenbuchsee Durata: ? - Spettatori: ?       | Münchenbuchsee    | 0 - 3 | Nidau           | 23-25, 17-25, 18-25               |
| 12 ottobre 2018 Freiestrasse, Amriswil Durata: ? - Spettatori: ?       | Audax             | 3 - 2 | Frauenfeld      | 25-22, 23-25, 25-19, 21-25, 15-13 |
| 14 ottobre 2018 Sporthalle Schadau, Thun Durata: ? - Spettatori: ?     | Thun              | 0 - 3 | La Côte         | 19-25, 18-25, 23-25               |
| 14 ottobre 2018 MZH Bubendorf, Bubendorf Durata: ? - Spettatori: ?     | Bubendorf         | 1 - 3 | Wyna            | 26-24, 22-25, 22-25, 17-25        |
| 16 ottobre 2018 Aarolina, Aarberg Durata: ? - Spettatori: ?            | Volero Aarberg    | 3 - 0 | Delémont        | 25-15, 25-20, 25-19               |
| 16 ottobre 2018 MPS, Siebnen Durata: ? - Spettatori: ?                 | March             | 0 - 3 | Andwil-Arnegg   | 10-25, 19-25, 19-25               |
| 18 ottobre 2018 Kantonsschule, Sursee Durata: ? - Spettatori: ?        | Sursee            | 3 - 0 | Spada Academica | 25-23, 25-15, 25-13               |
| 21 ottobre 2018 Sporthalle Baldegg, Baldegg Durata: ? - Spettatori: ?  | Hochdorf Audacia  | 0 - 3 | Emmen-Nord      | 17-25, 13-25, 15-25               |
| 21 ottobre 2018 Sporthalle Aarau Rohr, Aarau Durata: ? - Spettatori: ? | Aarau             | 3 - 1 | Uster           | 25-22, 25-23, 19-25, 25-16        |
| 21 ottobre 2018 BFO, Briga Durata: ? - Spettatori: ?                   | Herren Oberwallis | 3 - 1 | Porrentruy      | 25-20, 25-15, 21-25, 25-14        |
| 21 ottobre 2018 Steinacher, Au Durata: ? - Spettatori: ?               | Wädivolley        | 0 - 3 | San Gallo       | 13-25, 12-25, 14-25               |
| 21 ottobre 2018 Turnhalle, Oberlunkhofen Durata: ? - Spettatori: ?     | Lunkhofen         | 0 - 3 | Einsiedeln      | 23-25, 20-25, 19-25               |

### Quarto turno
| 24 ottobre 2018 Kantonsschule Wiedikon, Zurigo Durata: ? - Spettatori: ? | Wiedikon          | 0 - 3 | Wyna              | 19-25, 9-25, 13-25               |
| 28 ottobre 2018 Collège des Tuillières, Gland Durata: ? - Spettatori: ?  | La Côte           | 3 - 0 | La Chaux-de-Fonds | 25-20, 25-23, 25-21              |
| 28 ottobre 2018 Stadthalle, Sursee Durata: ? - Spettatori: ?             | Sursee            | 1 - 3 | Einsiedeln        | 16-25, 25-23, 20-25, 20-25       |
| 31 ottobre 2018 BFO, Briga Durata: ? - Spettatori: ?                     | Herren Oberwallis | 0 - 3 | Volero Aarberg    | 16-25, 23-25, 13-25              |
| 1º novembre 2018 Sporthalle BBZ, Sciaffusa Durata: ? - Spettatori: ?     | Schaffhausen      | 2 - 3 | Andwil-Arnegg     | 21-25, 18-25, 25-22, 29-27, 9-15 |
| 4 novembre 2018 Freiestrasse, Amriswil Durata: ? - Spettatori: ?         | Audax             | 3 - 1 | Malters           | 25-23, 23-25, 25-23, 25-13       |
| 4 novembre 2018 Turnhalle Gersag, Emmenbrücke Durata: h: - Spettatori:   | Emmen-Nord        | 0 - 3 | San Gallo         | 10-25, 13-25, 21-25              |

### Quinto turno
| 18 novembre 2018 Matte, Berna Durata: ? - Spettatori: ?                          | Papiermühle      | 2 - 3 | Voléro Zurigo   | 17-25, 18-25, 26-24, 27-25, 12-15 |
| 18 novembre 2018 Sporthalle Aarau Rohr, Aarau Durata: ? - Spettatori: ?          | Aarau            | 1 - 3 | Kreuzlingen     | 18-25, 27-25, 11-25, 21-25        |
| 18 novembre 2018 Alte Kreuzbleiche Turnhalle, San Gallo Durata: h: - Spettatori: | San Gallo        | 3 - 0 | Nidau           | 25-13, 25-10, 25-18               |
| 18 novembre 2018 Sporthalle Brüel, Einsiedeln Durata: ? - Spettatori: ?          | Einsiedeln       | 2 - 3 | Wetzikon        | 20-25, 25-14, 19-25, 25-22, 12-15 |
| 18 novembre 2018 Nespoly, Lyss Durata: ? - Spettatori: ?                         | Volero Aarberg   | 0 - 3 | Colombier       | 17-25, 22-25, 20-25               |
| 18 novembre 2018 Ebnet, Andwil Durata: h: - Spettatori:                          | Andwil-Arnegg    | 1 - 3 | Traktor Basilea | 23-25, 26-24, 24-26, 18-25        |
| 18 novembre 2018 Primarschule, Oberdiessbach Durata: h: - Spettatori:            | Oberdiessbach    | 0 - 3 | Lutry-Lavaux    | 8-25, 20-25, 19-25                |
| 18 novembre 2018 Zinzikon, Winterthur Durata: h: - Spettatori:                   | Smash Winterthur | 3 - 1 | Fully           | 25-17, 23-25, 25-23, 25-21        |
| 18 novembre 2018 Dreifachturnhalle, Seon Durata: ? - Spettatori: ?               | Wyna             | 1 - 3 | Servette        | 13-25, 18-25, 25-21, 18-25        |

### Sesto turno
| 2 dicembre 2018 Sporthalle Ruebisbach, Kloten Durata: ? - Spettatori: ? | Züri Unterland   | 3 - 0 | Traktor Basilea | 27-25, 25-20, 31-29        |
| 2 dicembre 2018 Freiestrasse, Amriswil Durata: ? - Spettatori: ?        | Audax            | 1 - 3 | Kreuzlingen     | 25-17, 17-25, 21-25, 20-25 |
| 2 dicembre 2018 Collège des Tuillières, Gland Durata: ? - Spettatori: ? | La Côte          | 0 - 3 | Colombier       | 23-25, 18-25, 21-25        |
| 2 dicembre 2018 Zinzikon, Winterthur Durata: ? - Spettatori: ?          | Smash Winterthur | 0 - 3 | Servette        | 16-25, 24-26, 22-25        |

### Ottavi di finale
| 13 gennaio 2019 Centre scolaire des Mûriers, Colombier Durata: ? - Spettatori: ? | Colombier    | 0 - 3 | Züri Unterland | 17-25, 18-25, 23-25        |
| 13 gennaio 2019 Turnhalle Remisberg, Kreuzlingen Durata: ? - Spettatori: ?       | Kreuzlingen  | 1 - 3 | Jona           | 25-23, 21-25, 13-25, 21-25 |
| 13 gennaio 2019 Sporthalle Kreuzbleiche, San Gallo Durata: ? - Spettatori: ?     | San Gallo    | 0 - 3 | Voléro Zurigo  | 18-25, 21-25, 21-25        |
| 13 gennaio 2019 Salle de Sport de Corsy, Lutry Durata: ? - Spettatori: ?         | Lutry-Lavaux | 0 - 3 | Uni Berna      | 20-25, 22-25, 16-25        |
| 13 gennaio 2019 Centre sportif de Dorigny, Losanna Durata: ? - Spettatori: ?     | Losanna UC   | 3 - 0 | Lucerna        | 25-23, 25-19, 26-24        |
| 13 gennaio 2019 Salles Ecole des Racettes, Onex Durata: ? - Spettatori: ?        | Servette     | 1 - 3 | Näfels         | 25-16, 20-25, 16-25, 20-25 |
| 13 gennaio 2019 Betoncoupe Arena, Schönenwerd Durata: ? - Spettatori: ?          | Schönenwerd  | 0 - 3 | Amriswil       | 21-25, 21-25, 23-25        |
| 13 gennaio 2019 KZO, Wetzikon Durata: ? - Spettatori: ?                          | Wetzikon     | 0 - 3 | Chênois        | 24-26, 14-25, 22-25        |

### Quarti di finale
| 3 febbraio 2019 Sporthalle Ruebisbach, Kloten Durata: ? - Spettatori: ?      | Züri Unterland | 3 - 1 | Jona      | 23-25, 25-23, 25-17, 25-14        |
| 3 febbraio 2019 Sportanlage Im Birch, Zurigo Durata: ? - Spettatori: ?       | Voléro Zurigo  | 0 - 3 | Uni Berna | 19-25, 21-25, 18-25               |
| 3 febbraio 2019 Centre sportif de Dorigny, Losanna Durata: ? - Spettatori: ? | Losanna UC     | 2 - 3 | Näfels    | 22-25, 20-25, 25-23, 25-20, 15-17 |
| 3 febbraio 2019 Sporthalle Tellenfeld, Amriswil Durata: ? - Spettatori: ?    | Amriswil       | 3 - 0 | Chênois   | 25-10, 25-17, 25-16               |

### Semifinali
| 24 febbraio 2019 Sporthalle Ruebisbach, Kloten Durata: ? - Spettatori: ? | Züri Unterland | 3 - 1 | Uni Berna | 23-25, 25-14, 25-22, 25-14        |
| 24 febbraio 2019 Linthhalle SGU, Näfels Durata: ? - Spettatori: ?        | Näfels         | 2 - 3 | Amriswil  | 20-25, 18-25, 25-23, 25-17, 10-15 |

### Finale
| 30 marzo 2019 St.-Léonard-Halle, Friburgo Durata: ? - Spettatori: 2 400 | Züri Unterland | 1 - 3 | Amriswil | 12-25, 25-21, 15-25, 17-25 |